# Tatort: Sturm
Sturm ist ein Fernsehfilm aus der Fernseh-Kriminalreihe Tatort, der am 17. April 2017 erstmals im Ersten, auf ORF 2 und SRF 1 gesendet wurde. Es ist die 1019. Folge der Tatort-Reihe und der zehnte Fall der Ermittler Faber, Bönisch, Dalay und Kossik.

## Handlung
Kurz nach vier Uhr morgens werden zwei Polizeibeamte bei ihrer Streifenfahrt in der Dortmunder Innenstadt in ihrem Wagen erschossen. Faber entdeckt unweit des Tatorts in einer Bank einen Mann, der sich dort verschanzt hat und an einem Computerterminal tätig ist. Es ist der Bankangestellte Muhammad Hövermann, der vor einigen Jahren zum Islam konvertierte. Er trägt einen Sprengstoffgürtel und tätigt hektisch zahlreiche Überweisungen am Rechner. Faber schlägt ein Fenster ein und bleibt bei Hövermann. Als Günsay, der Chef des SEK, die Gebäude im Umkreis evakuieren lässt, weigert Faber sich, den Raum zu verlassen, und versucht, Informationen aus Hövermann herauszubekommen. Er findet heraus, dass dieser den Sprengstoffgürtel nicht freiwillig trägt, sondern erpresst wird. Kossik sucht Hövermanns muslimische Ehefrau und deren Tochter Ada auf und stellt fest, dass diese sich offensichtlich in der Gewalt islamistischer Terroristen befinden, die einen Fernzünder für den Sprengstoffgürtel haben. Er zieht sich zur Beobachtung zurück, um die Situation nicht eskalieren zu lassen.
Dalay holt Bernie ab, Hövermanns Sohn aus erster Ehe, der mit Computern handelt und seinen Vater hasst. Faber lässt Bernie mit dessen Vater sprechen, um ihn zur Aufgabe zu bewegen, aber vergeblich. Mikey, ein von der Polizei engagierter Hacker, findet heraus, dass Hövermanns Überweisungen in Höhe von ca. 18 Millionen Euro auf verschiedene Konten von Banken im arabischen Raum verteilt werden. Bönisch beauftragt ihn, das Geld unauffällig zurückzuüberweisen.
Bönisch kann einen der am Polizistenmord Beteiligten in einer Moschee festnehmen. Kossik folgt derweil Pascal Tauber, dem zweiten der Gewalttäter, der mit Hövermanns Stieftochter als Geisel auf einen alten Campingplatz flieht. Als Kossik versucht, die junge Frau zu befreien, taucht Tahir Erdem auf, der dritte Täter, der auch die Streifenpolizisten erschossen hat. Er schießt Kossik an und lässt ihn lebensgefährlich verletzt liegen, wo er später von einem Einsatzkommando der Polizei gefunden wird.
Faber überredet Hövermann, sich durch einen Spezialisten von seinem Sprengstoffgürtel befreien zu lassen. Dieser erweist sich dabei als Attrappe. Inzwischen hat Mikey die Überweisungen rückgängig gemacht und dabei herausgefunden, dass Hövermanns Sohn Bernie Begünstigter der Überweisungen sein sollte – gemeinsam mit einem Komplizen hatte er die drei Terroristen im Darknet angeheuert, die Familie Hövermann zu überfallen und zu erpressen, um sich an seinem Vater zu rächen und gleichzeitig seine marode Firma zu sanieren.
Gerade als Bernie festgenommen werden soll, fahren Erdem und Tauber am Tatort vor, mit Ada Hövermann in ihrer Gewalt. Erdem will in die Gruppe der Polizisten rasen, doch die bringen das Fahrzeug durch Schüsse zum Stoppen. Dennoch kann Erdem eine Autobombe zünden, die alle drei in die Luft sprengt. Faber, Bönisch, Dalay und weitere Personen werden verletzt.

## Hintergrund
Der Tatort Sturm wurde vom 12. April 2016 bis zum 12. Mai 2016 in Köln und Dortmund gedreht. Ab dem 8. Mai 2016 fanden für mehrere Tage im Gebäude der Zentralbibliothek Köln im Josef-Haubrich-Hof Dreharbeiten statt. Hier wurde im Sprachraum der Zentralbibliothek das Filmset für das Büro der Privatbank eingerichtet. Den „ehemaligen Campingplatz Ruhrblick in Geisecke“, auf den der Verdächtige sein Opfer verschleppt, gibt es hingegen nicht, sondern wurde extra für den Filmdreh eingerichtet.
Die Geschehnisse werden  beinahe in Echtzeit erzählt: Die Handlung startet um kurz nach vier Uhr morgens und endet etwa dreieinhalb Stunden später.
Die Erstausstrahlung sollte an Neujahr 2017 stattfinden, der Film wurde aber nach dem Anschlag auf den Berliner Weihnachtsmarkt an der Gedächtniskirche aus dem Programm genommen, da man in dem im Film gezeigten fiktiven Sprengstoffanschlag in Dortmund Parallelen zum Attentat von Berlin sah. Der Sendeplatz wurde mit dem für Ostermontag vorgesehenen Polizeiruf 110: Angst heiligt die Mittel getauscht. Obwohl sich mit dem Anschlag auf den Mannschaftsbus von Borussia Dortmund weniger als eine Woche vor dem neuen Sendetermin tatsächlich ein Sprengstoffanschlag in Dortmund ereignet hatte, hielt der Sender an der Programmplanung fest. Der WDR begründete dies damit, dass der Tatort „aufgrund seiner zeitaktuellen inhaltlichen Ausrichtung der Realität nicht ständig ausweichen“ könne.
Der Film ist der letzte Fall mit Stefan Konarske als Oberkommissar Kossik.

## Rezeption

### Kritiken
Nach TV Spielfilm ist der Film „ein fast in Realzeit erzählter, bis zum Ende fesselnder Terrorismuskrimi, der keine Kompromisse eingeht – Ein heftiger Schlag in die Magengrube“.

„Nach dem überkomplexen Dortmunder ‚Tatort‘-Meisterwerk vom November 2016 gibt es nun eben einen unterkomplexen. Die Drehbuchautoren Sönke Lars Neuwöhner und Martin Eigler haben zwar formschön einen Parallelplot entwickelt, bei dem ‚Sturm‘ zum einen den Einsatz des SEK meint, zum anderen aber eben auch den dschihadistischen Terror. Aber leider bleiben die Figuren allesamt Behauptung, die soziale Interaktion erhält trotz krasser Dialoge keine Dynamik. Andauernd wird telefoniert, die Quelle des religiösen Furors bleibt trotzdem diffus. Kein Gott unter dieser Nummer.“

„Vor allem aber ist dieser Tatort kein Erklärstück, es gibt keinen aufklärerischen Impetus, es gibt nur eine spannende, am Ende etwas konstruierte, aber deshalb auch überraschende Erzählung. […] Jörg Hartmann zeigt seit Längerem mal wieder auch in einem Tatort, dass er ein fantastischer Schauspieler ist.“

### Einschaltquoten
Die Erstausstrahlung von Sturm am 17. April 2017 wurde in Deutschland von 8,74 Millionen Zuschauern gesehen und erreichte einen Marktanteil von 24,1 % für Das Erste. In der Schweiz wurde der Tatort auf SRF 1 von 324.000 Zuschauern geschaut und erreichte einen Marktanteil von 17,9 %. In Österreich wurden 573.000 Zuschauer erreicht und damit eine durchschnittliche Reichweite von 8 % sowie ein Marktanteil von 17 % erzielt.